# Милка Шобар
Милка Шобар Наташа (Горње Лазе, код Чрномља, 29. децембар 1922 — Свети Криж, код Литије, 17. август 1943) била је учесница Народноослободилачке борбе и народни херој Југославије.

## Биографија
Рођена је 29. децембра 1922. године у Горњим Лазама код Чрномља, у сељачкој породици. Отац јој је неко време радио у Америци, а по повратку је отворио крчму, радио као шумар и омогућио својој деци квалитетно школовање.
Милка је четири разреда основне школе завршила у Рожном Долу, Грађанску школу похађала у Шентленарту, а завршила у Новом Месту. После тога је уписала Трговачку академију у Карловцу, где ју је затекла окупација Југославије 1941. године. Пре тога је учествовала у демонстрацијама против приступања Југославије Тројном пакту.
Вратила се кући и запослила као службеник у Дрвној индустрији у Радохи. Повезала се с теренским одбором Ослободилачког фронте и учествовала у скупљању оружја, деловала као курирка и обавештавала теренце о стању у фабрици. У пролеће 1942. године, похађала је партизански санитетски курс код Семича и у Чрномљу. Док је преносила санитетски материјал из Новог Места, ухватила ју је италијанска патрола и укрцала у воз. Путем је искочила из воза, побегла и придружила се Другој белокрањској партизанској чети, која је логоровала на Клечу, под Планином. Августа 1942, у партизанском логору над Топлим врхом примљена је у чланство Комунистичке партије Југославије. Тада је учествовала у више саботажа на прузи.
Приликом формирања Пете словеначке бригаде „Иван Цанкар“, септембра 1942. године, Милка је у њој постала администратор по сопственој жељи. Постала је борац чете, где је вршила и партијске функције. Године 1943, била је именована за политичког комесара чете. Учествовала је у свим борбама Пете словеначке бригаде, а истакла се у акцијама на Сухору крајем новембра 1942. и код Крашића крајем јануара 1943. године. Када је код Новог Места њену групу од 17 партизана опколило 300 италијанских војника, Милка је организовала јуриш и група се пробила из обруча без губитака.
Пета словеначка бригада се, 17. августа 1943. године, код Светог Крижа код Литије упустила у тешку борбу с непријатељем. Милка је у јуришу на челу чете пала погођена из минобацача.
Указом Президијума Народне скупштине ФНР Југославије 20. децембра 1951. проглашена је за народног хероја.